# Chotíkov
Chotíkov (deutsch Kodiken) ist eine Gemeinde in Tschechien. Sie liegt im Okres Plzeň-sever  ca. zehn Kilometer nordwestlich des Stadtzentrums von Pilsen.
Die Gemeinde umfasst eine Fläche von 11,26 km² und hat 1115 Einwohner (Stand 2014). Nordöstlich erhebt sich der Krkavec (504 m n.m.).

## Geschichte
Erstmals erwähnt wurde Chotíkov am 25. Juni 1344 in einer Urkunde des böhmischen Adeligen Sezima von Vrtba (Sezima z Vrtby). Für das Jahr 1352 ist eine Pfarrkirche belegt.

## Gemeindegliederung
Für die Gemeinde Chotíkov sind keine Ortsteile ausgewiesen. Grundsiedlungseinheiten sind Chotíkov und Chotíkov-za obchvatem.

## Sehenswürdigkeiten
- Kirche der hl. Kreuzerhöhung, der klassizistische Bau entstand 1834–1835 anstelle eines gotischen Vorgängerbaus
- Spätbarocker Schafhof mit Wohnhaus
- Reste der Ringziegelei, Technisches Denkmal
- Aussichtsturm auf dem Krkavec